# 完顏絳山
完颜绛山（?—?），金哀宗完颜守绪的奉御官。
金朝末年擔任奉御官。哀宗在金国灭亡前，在幽蘭軒自缢死。完颜绛山将其遺體火化，蒙古都元帥塔察兒稱讚說:“此奇男子也!”完颜绛山將哀宗骨灰葬在汝水边，後投水自盡，被蒙古軍隊救起。塔察兒因為他忠心耿耿，遂赦免他。

## 延伸阅读
[在维基数据编辑]
 《金史·卷124》，出自脱脱《遼史》